# Герб Краснотурьинска
Герб городского округа Краснотурьи́нск Свердловской области Российской Федерации — опознавательно-правовой знак, составленный и употребляемый в соответствии с геральдическими нормами и правилами, являющийся основным символом муниципального образования (наряду с флагом).
Герб утверждён решением Краснотурьинской городской Думы 26 декабря 2003 года № 166 и 21 сентября 2004 года внесён в Государственный геральдический регистр Российской Федерации с присвоением регистрационного номера 1421.

## Описание и обоснование символики
Геральдическое описание герба (блазон) гласит:
В поле, рассечённом лазурью и червленью, вверху — серебряная крылатая стрела в столб; внизу — золотой скачущий бурундук с вытянутым хвостом, сопровождаемый в оконечности серебряным волнистоизогнутым узким поясом. Щит увенчан золотой башенной короной установленного образца.Решение Краснотурьинской городской Думы от 26 декабря 2003 № 166
Герб существует в двух равноправных версиях, имеющих одинаковый правовой и репрезентативный статус (полный — со статусной короной; сокращённый — только гербовый щит). В соответствии с Методическими рекомендациями по разработке и использованию официальных символов муниципальных образований, утверждёнными Геральдическим советом при Президенте РФ, допускается использование в гербе городского округа Краснотурьинск золотой башенной короны о пяти зубцах.
Червлёная (красная) часть щита в сочетании с серебряным поясом сообщают настоящему гербу «гласность» (название «Краснотурьинск» образовано от наименования реки Турья с добавлением прилагательного «красный»). Разделение поля щита на червлёный и лазоревый цвета показывает, что город и его промышленная специфика, связанная с производством алюминия, сформировались на «рубеже мира и войны» (Богословский алюминиевый завод, расположенный в Краснотурьинске, выдал первый слиток 9 мая 1945 года). Алюминий («крылатый металл») обозначен в гербе изображением крылатой стрелы. Изображение бурундука связано как с местным самоназванием коренных жителей, так и с природными богатствами (кладовыми недр) городских окрестностей.

## История

### Герб 1967 года
Первый герб Краснотурьинска был принят 5 ноября 1967 года. В качестве символа города местные власти выбрали проект художника Богословского алюминиевого завода Петра Максимовича Панькова, победивший в том же году в конкурсе эскизов городской символики и утверждённый городским комитетом КПСС совместно с исполнительным комитетом городского Совета депутатов трудящихся. Этот герб имел следующее содержание:
В червлёном щите стилизованная серебряная радиомачта с концентрическими радиоволнами, опирающаяся на трапецивидную серебряную же отливку алюминия. В лазуревой вершине щита название города серебром.Н. А. Соболева «Гербы городов России»
Изображение радиомачты напоминало о том, что в поселении Турьинские Рудники, находившемся на месте современного Краснотурьинска, родился русский физик и электротехник Александр Степанович Попов, известный как один из изобретателей радио. Изображение алюминиевого слитка олицетворяло промышленность города и, в частности, заложенный в 1940 году Богословский алюминиевый завод.

### Проект герба 1998 года
Работа по созданию нового герба Краснотурьинска была начата в 1998 году. После проведения конкурса на лучшую символику города, специальная комиссия отдала предпочтение проекту герба, исполненному членом Уральской геральдической ассоциации (УрГА), художником Александром Константиновичем Грефенштейном. Описание данного проекта выглядело следующим образом:
В червлёном поле серебряный волнистый пояс, в верхнем поле серебряная белка, в нижнем поле серебряные же пять треугольников.И. В. Борисов, Е. Н. Козина «Геральдика России»
По замыслу автора, фигура скачущей белки (бурундука) трактовалась как «гласная эмблема к самоназванию коренных жителей», волнистый пояс символизировал реку Турью, а пять треугольников в оконечности щита указывали на «пять рудников, посёлки которых образовали современный город».
Несмотря на победу в конкурсе, разработанный УрГА проект не получил должной поддержки со стороны краснотурьинцев и не был официально утверждён городскими властями.

### Герб 2003 года
В 2003 году Александр Константинович Грефенштейн совместно с председателем УрГА Валентином Константиновичем Кондюриным подготовили ещё один проект герба Краснотурьинска. В предложенной ими концепции «акцент был сделан не на ранней истории города, а на обстоятельствах возникновения алюминиевого производства». Композиция герба включала в себя символические изображения крылатой стрелы, бурундука и реки. Как и в случае с предыдущим проектом данная символика была воспринята неоднозначно:
К новому проекту тоже были вопросы сначала, некоторые не понимали, почему на гербе изображён бурундук. Но среди думских оказались и старожилы, которые объяснили приезжим, что к чему. Бурундуками звали раньше местных жителей, потому что они были вольнолюбивыми и непокорными. За это их нещадно секли — на спинах оставались полосы, напоминавшие окрас бурундука.Из интервью В. К. Кондюрина «Областной газете» (3 июля 2015 года)
26 декабря 2003 года данный герб был утверждён Краснотурьинской городской Думой как официальный символ муниципального образования «Город Краснотурьинск» (наряду с составленным на его основе флагом), а затем внесён в Регистр официальных символов Свердловской области с присвоением номера 86 (по разряду территориальных символов) и в Государственный геральдический регистр РФ с присвоением регистрационного номера 1421. Согласно принятому депутатами Положению о гербе муниципального образования допускалось воспроизведение последнего в полной версии — с золотой башенной короной о трёх зубцах.
30 сентября 2009 года Дума городского округа Краснотурьинск внесла в предыдущее решение ряд изменений: в названии и по всему тексту документа, включая приложения, слова «муниципальное образование „Город Краснотурьинск“» были заменены словами «городской округ Краснотурьинск», а предложение «Щит увенчан золотой башенной короной о трёх зубцах» заменено предложением «Щит увенчан золотой башенной короной установленного образца». Для полной версии герба городского округа депутатами была одобрена статусная корона другого вида — с пятью зубцами, которая соответствовала данному типу муниципального образования.